# Assembleia Nacional do Equador
A Assembleia Nacional do Equador (Asamblea Nacional del Ecuador) é a sede do poder legislativo do Equador, a assembleia é no formato unicameral e atualmente possui 137 membros eleitos por 4 anos por representação proporcional pelo método d'Hondt.

## Elegibilidade
De acordo com o artigo 119 da Constituição do Equador de 2008, os candidatos à Assembleia Nacional devem atender aos seguintes requisitos:
- Ser cidadão equatoriano;
- Ter pelo menos 18 anos de idade no momento da inscrição para a candidatura;
- Ser titular de direitos políticos.